# Justo José de Urquiza
Justo José de Urquiza y García, argentinski general, * 18. oktober 1801, Talar de Arroyo Largo, Entre Ríos, † 11. april 1870, Palacio San José, Entre Ríos.
Urquiza je bil predsednik Argentine (1854–1860).